# 高木健次郎
高木 健次郎（たかぎ けんじろう、1914年2月14日 - 1995年1月11日）は、日本の経済学者。

## 略歴
福島県出身。東京帝国大学経済学部卒、68年「一九世紀後半期におけるドイツ手工業の変化と適応」で東京大学経済学博士。運輸省船員局、1955年日本生産性本部勤務、62年生産性研究所主任研究員図書室長、1962年日本能率協会勤務、産業研究所長、1963年立正大学教授、経済学部長、1971年獨協大学経済学部教授、76-77年経済学部長、89年定年、名誉教授となる。

## 著書
- 『経営総合政策』日刊工業新聞社(経営政策シリーズ） 1968
- 『教育改革と市民社会』成文堂 1972
- 『経済と経営』啓文社 1975
- 『ドイツの職人』1977 中公新書
- 『戦後日本経済経営史 序説』啓文社 1989

### 共著編
- 『ヨーロッパ生産性通信』押川一郎共著 日本生産性本部 1959
- 『先進諸国の対アジア経済協力』編 アジア経済研究所 調査研究報告双書 1962

### 翻訳
- クルト・ルンメル『合理化は人間に繁栄をもたらすか』日本事務能率協会 事務管理シリーズ 1958
- S.メルマン『生産性動態の比較研究』ダイヤモンド社 1960
- エーリッヒ・クプケ『作業管理と作業評価 能率度測定の基礎研究』日本能率協会 1960